# Cheiracanthium punjabense
Cheiracanthium punjabense är en spindelart som beskrevs av Sadana och Bajaj 1980. Cheiracanthium punjabense ingår i släktet Cheiracanthium och familjen sporrspindlar. Inga underarter finns listade i Catalogue of Life.